# The Lovers Are Losing
The Lovers Are Losing is een single van de Engelse band Keane. Het is de tweede single van hun derde album Perfect Symmetry. Het lied werd voor de eerste maal gespeeld op 24 augustus 2008 op Hit40UK.

## Tracklist
1. "The Lovers Are Losing" — 5:04
2. "Time to Go" — 3:49

## Hitnotering
| The Lovers Are Losing in de Nederlandse Top 40 - binnen: 15 november 2008 | The Lovers Are Losing in de Nederlandse Top 40 - binnen: 15 november 2008 | The Lovers Are Losing in de Nederlandse Top 40 - binnen: 15 november 2008 | The Lovers Are Losing in de Nederlandse Top 40 - binnen: 15 november 2008 | The Lovers Are Losing in de Nederlandse Top 40 - binnen: 15 november 2008 | The Lovers Are Losing in de Nederlandse Top 40 - binnen: 15 november 2008 | The Lovers Are Losing in de Nederlandse Top 40 - binnen: 15 november 2008 |
| Week                                                                      | 1                                                                         | 2                                                                         | 3                                                                         | 4                                                                         | 5                                                                         | 6                                                                         |
| ------------------------------------------------------------------------- | ------------------------------------------------------------------------- | ------------------------------------------------------------------------- | ------------------------------------------------------------------------- | ------------------------------------------------------------------------- | ------------------------------------------------------------------------- | ------------------------------------------------------------------------- |
| Nummer                                                                    | 38                                                                        | 35                                                                        | 30                                                                        | 37                                                                        | 40                                                                        | uit                                                                       |